# Meurtre de Falikou Coulibaly
Pour les articles homonymes, voir Coulibaly.
Le meurtre de Falikou Coulibaly, âgé de 33 ans et père de deux enfants de six et huit ans, est un crime perpétré le 23 décembre 2018 contre un ressortissant d'Afrique subsaharienne en Tunisie.
Selon ses proches et des ressortissants subsahariens, il s'agit d'un crime raciste. Selon les autorités tunisiennes, c'est un crime sans caractère raciste à la suite d'un vol de téléphone qui a mal tourné.

## Contexte
Le pays vote une loi en 2018 pénalisant les actes de racisme de un à trois ans de prison et de 3 000 dinars d'amende pour les individus et 15 000 dinars pour les personnes morales. Les crimes ciblés sont l'« incitation à la haine », les « menaces racistes », la « diffusion et l'apologie du racisme » ainsi que la création ou la participation « à une organisation soutenant de façon claire et répétitive les discriminations ».
La Tunisie devient ainsi le premier pays arabe à légiférer sur le sujet. Le meurtre, qui déclenche de nombreuses manifestations, devient le symbole des mauvais traitements subis par les Subsahariens dans leur pays d'accueil.
Des actes de violence et de racisme à l'encontre des ressortissants d'Afrique subsaharienne sont en effet observés dans les pays du Maghreb,,. Ces actes font l'objet d'articles de presse et de sujets de recherches universitaires,,.
Depuis 2011, une demi-douzaine de Subsahariens ont succombé à une série d'agressions particulièrement violentes visant les immigrés d'Afrique noire. Plusieurs dizaines sont très violemment blessés lors de vols quotidiens et agressions impunies « à la tire ».

## Biographie
Falikou Coulibaly est originaire de Côte d'Ivoire. Au moment de sa mort, il a 33 ans et est père de deux enfants de six et huit ans restés en Côte d'Ivoire. Il est fondateur de l'Association des Ivoiriens en Tunisie pour l'entraide qui le fait connaître de la communauté ivoirienne,.
Son corps est ramené dans son pays d'origine le 26 décembre et sa dépouille est enterrée le lendemain au cimetière municipal d'Oumé, la ville où il a passé une partie de sa jeunesse,,.

## Déroulement

### Date et lieu
Le meurtre de Falikou Coulibaly a lieu au soir du 23 décembre 2018,,,. Il a lieu dans le quartier de Najmatar à La Soukra, dans la banlieue nord de Tunis, lorsque deux hommes tentent de lui voler son téléphone,.

### Poignardé à plusieurs reprises
Selon la version officielle des autorités tunisiennes, en marchant ce soir-là, Falikou Coulibaly est abordé par une bande de jeunes Tunisiens du quartier. Ils lui réclament son portefeuille et son téléphone portable. Après son refus, il est frappé et agressé au couteau. L'un des jeunes le poignarde à plusieurs reprises (deux, à 26 fois selon les sources). Falikou meurt d'une hémorragie plus tard avant son arrivée à l'hôpital de La Marsa.

## Réactions et suites

### Tunisie
Selon les autorités, il s'agit d'un vol de téléphone qui a mal tourné. 
Moez Gheribi, substitut du procureur et porte-parole du tribunal de première instance de l'Ariana, annonce le 29 décembre que la police a arrêté deux suspects dans le cadre de l'affaire.
Le lendemain du crime, le 24 décembre, des membres de la famille de Falikou Coulibaly dont son épouse, en situation irrégulière en Tunisie, sont reçus au ministère de la Justice,,. Le même jour, la justice tunisienne appréhende cinq individus impliqués dans l'agression et obtient les aveux du meurtrier pendant sa garde à vue. 
Plusieurs manifestations sont organisées à Tunis et Sfax. Des centaines de ressortissants de Côte d'Ivoire manifestent à Tunis, devant l'ambassade de Côte d'Ivoire et près du Théâtre municipal sur l'avenue Habib-Bourguiba, pour protester contre le meurtre qualifié de « raciste » d'un membre de leur communauté et réclamer justice malgré l'arrestation du meurtrier et de ses complices,,,,, ; ces manifestations sont partagées à travers des vidéos,. Parmi les protestataires figure Naounou Herman, le secrétaire général de l'Association des Ivoiriens en Tunisie, qui déclare que « c'est un crime raciste »,. Pour l'universitaire Camille Cassarini, ces manifestations donnent un message à la société tunisienne : « loin d'être extérieurs au débat démocratique, les migrants subsahariens en étaient aussi partie prenante ».
Félicia Kouassi, chargée d'affaires de l'ambassade de Côte d'Ivoire en Tunisie, évoque le 25 décembre un meurtre à l'arme blanche dans une interview à la RTI. Elle déclare que son ambassade a informé la Côte d'Ivoire, le ministère tunisien des Affaires étrangères et accompagné le rapatriement du corps de Falikou Coulibaly en Côte d'Ivoire, qui est pris en charge par les autorités ivoiriennes et le président Alassane Ouattara. Elle déclare, aussi, que plusieurs ressortissants d'Afrique subsaharienne ont déjà été agressées à l'arme blanche dans le même quartier à Tunis.
Le site Kapitalis évoque une agression antérieure. Un ressortissant guinéen est par ailleurs agressé deux semaines plus tard. La radio tunisienne Shems FM propose, pour sa part, une émission spéciale en hommage à Falikou Coulibaly avec des personnalités dont Jamila Ksiksi, la seule députée noire de Tunisie.
Le Forum tunisien des droits économiques et sociaux (en) et trois autres associations signent un document de soutien contre les agressions raciales. Tawfik Mathlouthi, fondateur de Mecca Cola, exprime son indignation face à ce meurtre en déclarant « Je n'accepte pas le racisme dans mon pays ! » alors que l'Union générale tunisienne du travail condamne l'agression dans un communiqué.

Le meurtre fait aussi ressortir des débats sur les réseaux sociaux et rappelle des lettres comme celle de Mariam Touré (résidente originaire du Mali), écrites quatre ans avant le meurtre, : 

« Que seriez-vous si du jour au lendemain je decidais de m'en aller, d'amener avec moi les milliers d'euros qui permettent à votre économie de sortir la tête de l'eau ? Que seriez-vous si du jour au lendemain mes frères et sœurs « Africains » faisaient la même chose et vous tournaient le dos ? Que seriez vous si du jour au lendemain les éloges que j'ai une fois entendus sur vous devenaient des avertissements « N'y allez pas. Ils n'en valent pas la peine ». »

### Côte d'Ivoire
L'Association des Tunisiens en Côte d'Ivoire (Atunci) dénonce un amalgame, son vice-président Mahrez Karoui déclarant « que ce crime crapuleux n'avait pas de motifs racistes »,.
Mohamed Nawfel Labidi, ambassadeur de Tunisie en Côte d'Ivoire, rencontre le 26 décembre 2018 le secrétaire général du ministère ivoirien des Affaires étrangères, promet la poursuite des auteurs du meurtre, informe les autorités ivoiriennes de l'arrestation de six présumés coupables et de leur mise à la disposition de la justice tunisienne.
Les jeunes d'Oumé manifestent le 5 janvier 2019 et réclament justice pour Falikou Coulibaly.

### Autres pays
L'ancien footballeur Lilian Thuram participe à un message de groupe du réalisateur Hosni Maati à la suite de ce meurtre, visant à stopper le racisme au Maghreb,.

David Foka, fondateur de la Maison d'Afrique au Luxembourg, condamne l'agression de Falikou Coulibaly et déclare : 

« On dirait que la vie d'un noir de plus africain n'a aucune valeur. »